# Spirală Ulam

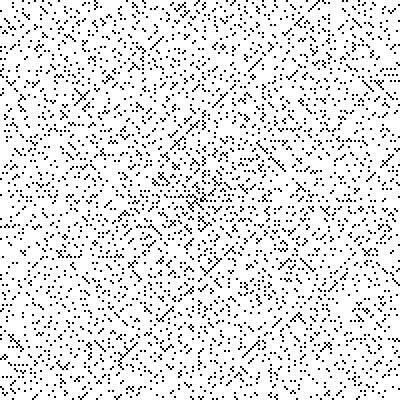
Spirala Ulam. Punctele negre reprezintă numerele prime.

Spirala Ulam sau spirala numerelor prime este o metodă simplă de vizualizare a numerelor prime. A fost descoperită de matematicianul Stanislaw Ulam în anul 1963 și sugerează o ordonare în mulțimea haotică a numerelor prime. 
Simpla tabelare a mulțimii numerelor naturale cu evidențierea numerelor prime prezintă, de regulă, o distribuție haotică, apărând coloane întregi lipsite de numere prime. Exemplificativă poate fi tabelarea pe 2 coloane în care se separă numerele pare de cele impare. Nu există numere pare și prime în același timp. În consecință absolut toate numerele prime se concentrează în prima coloană.
În vizualizarea prezentată în figura alăturată, numerele prime par ordonate fiind ușor de observat coloane înclinate la cca. 45 grade. Ordonarea, pusă în evidență de spirala Fibonaci utilizată poate fi mai clar prezentată tabelar.
O observație elementară arată că un tabel cu 2 coloane separă numerele naturale pare de cele impare. În a doua coloană, a numerelor pare, nu apare niciun număr prim chiar dacă se prelungește la infinit coloana.
Similar, vizualizarea numerelor prime într-un tabel cu W coloane, unde W este produsul primelor numere prime, are aspectul principial al spiralei Ulam, dar mult mai evident, deoarece coloanele sunt verticale. În general numerele prime apar ordonat (numai pe anumite coloane) dacă și numai dacă numărul de coloane W este produsul primelor numere prime.